# Диференціально-трансформаторні і феродинамічні вимірювальні прилади
Диференціально-трансформаторні і феродинамічні вимірювальні прилади
Вимірювальні схеми цих приладів побудовані на диференціально-трансформаторних (рис. 1, а) і феродинамічних (рис. 1, б) перетворювачах переміщення.
Типовим представником першої групи є поширені в промисло-вості прилади серії КСД. Друга група представлена приладами серії ВФС, що випускаються Харківським заводом КВПіА. Вони забезпечені пристроями реєстрації контрольованих параметрів на дисковій або стрічковій діаграмі.
Функціонування цих приладів повністю відповідає розглянутому вище принципу.
Відзначимо наявність у схемі приладу КСД допоміжної кнопки (К), що служить для контролю справності приладу. При натисненні на кнопку шунтується ланцюг первинного перетворювача і двигун приладу приводить систему до стаціонарного режиму (ΔU = 0), при цьому осердя компенсаційного перетворювача (2) переміщається в нейтральне положення, а стрілка займає строго певне положення, показуючи тим самим, що система приладу працездатна.